# Schulgleiter

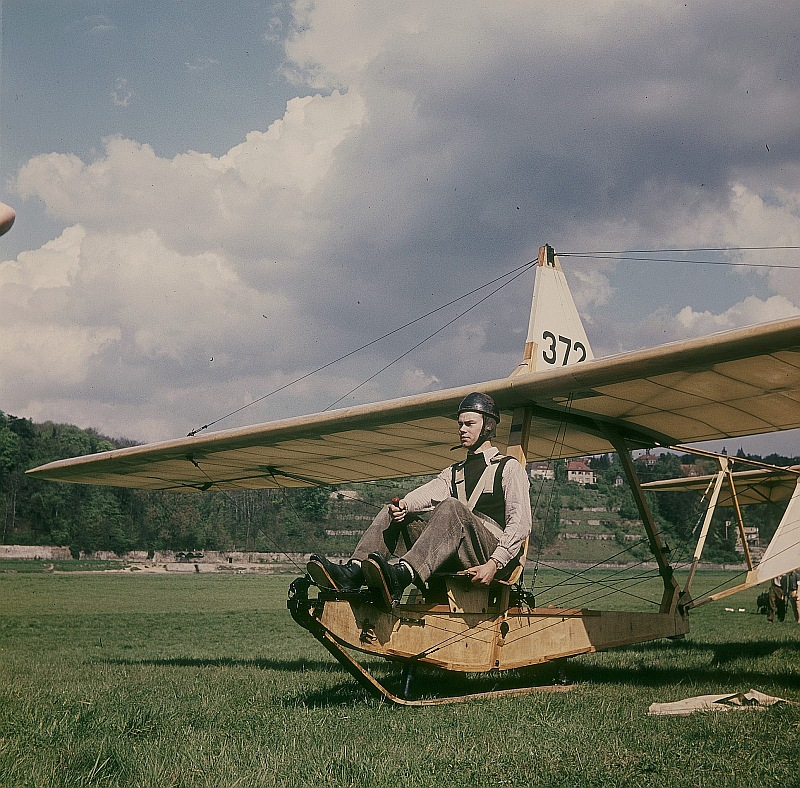
Schulgleiter auf Segelfluggelände Dresden-Elbwiese

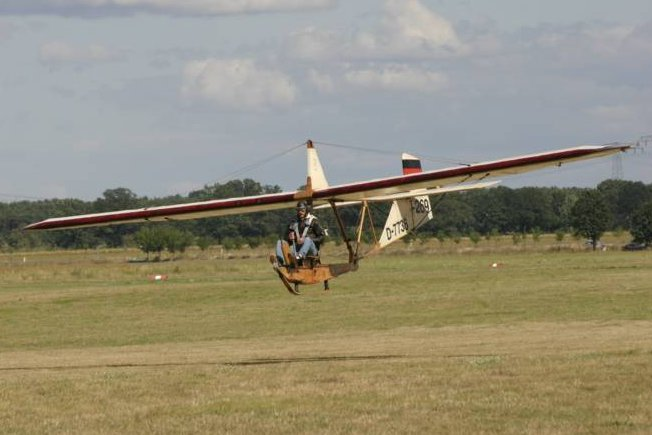
Schulgleiter SG 38

 Bei einem Schulgleiter handelte es sich um ein Gleitflugzeug, auf dem Flugschüler in der Anfangszeit des Segelfluges das Fliegen erlernten.

## Einsatz in der Schulung
Die heutzutage praktizierte Grundausbildung von Piloten, bei der ein Flugschüler von einem Fluglehrer auf einem doppelsitzigen Segelflugzeug bis zu seinem ersten Alleinflug begleitet und ausgebildet wird, war in der Anfangszeit der Segelfliegerei noch nicht möglich. Auf flachen Hängen begann man die Einsitzer-Schulung mit Schulgleitern bei Gegenwind mit Flügel-gerade-halten-Übungen, dann wurden am Gummiseil Rutscher und Sprünge bis hin zu S-Voraus-Flügen geübt. 

Erst anschließend kamen Übungssegler zum Einsatz, mit gleichen oder ähnlichen Flügeln allerdings meist abgestrebt statt verspannt und mit verkleideten Rümpfen. Mit Gleitzahlen um 15 ermöglichten diese schon bei moderaten Windgeschwindigkeiten den Hangsegelflug.

Man macht(e) einen Unterschied zwischen Gleit- und Segelflügen. Beim Gleitfliegen verliert das Flugzeug ständig an Höhe, die Sinkgeschwindigkeit ist also stets größer als die Aufwärtskomponente des Aufwinds. Das Segelfliegen setzt da ein, wo man die Höhe halten kann oder an Höhe gewinnt.

In seiner Funktion als Schulleiter der Rhön-Rossitten-Gesellschaft entwickelte Fritz Stamer auf der Wasserkuppe dann die Methode der ab-initio-Pilotenausbildung in diesen Einsitzern mit A-, B- und C-Prüfung, welche bis in die 1960er Jahre praktisch unverändert praktiziert wurde.

## Start

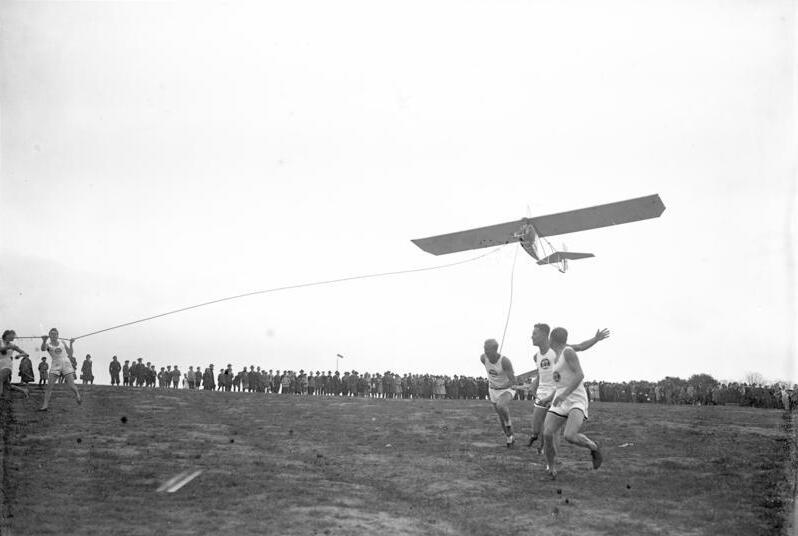
Segelflug in den Gatower Bergen

Bei den ersten Starts des Schülers wurde der Schulgleiter auf einer abschüssigen Wiese mittels eines Gummiseils in die Luft katapultiert, damit der Flugschüler einige Meter weit gleiten konnte. Die erreichten Höhen waren sehr gering, so dass ein Steuerfehler keine allzu großen Konsequenzen hatte und somit war diese Startmethode in der Hauptsache auch nur dafür geeignet, den Flugbegeisterten eine Möglichkeit zur Schulung zu geben.

## Konstruktion

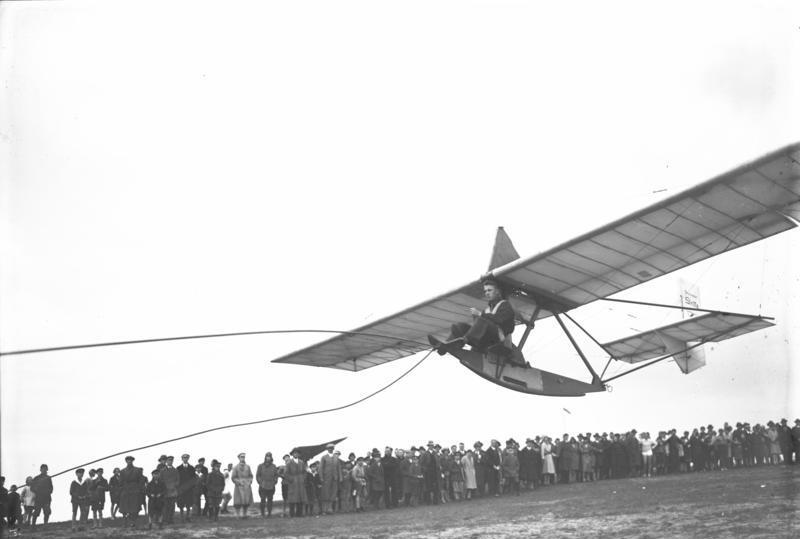
Segelflug in den Gatower Bergen

Die Schulgleiter waren einfach konstruiert, um von Luftsportvereinen leicht selbst gebaut und vor allem bei einem Schaden schnell selbst repariert werden zu können.

Die Schulgleiter haben sich aus dem baulich und fliegerisch einfachen Urtyp namens Hol's der Teufel, einer Konstruktion von Lippisch und Stamer entwickelt, also einem verspannten Eindecker mit einfachem Gitterträger als Rumpf und einem verkleideten Sitz unter der Tragfläche. Dem Schulungszwecke entsprechend und mit Rücksicht auf schnelle Reparaturfähigkeit wurde der Aufbau aber noch weiter vereinfacht sowie die Festigkeit wesentlich erhöht. Zur Vermeidung von Verletzungen des Flugschülers bei Bruchlandungen wurden die Sitzverkleidung weggelassen. Gegenüber Segelflugzeugen wurden alle Rücksichten auf aerodynamische Durchbildung absichtlich zurückgestellt, zumal die hierdurch fehlende Segelfähigkeit und geringe Gleitzahl für die Schulung gerade erwünscht waren.

## Geschichte
Als in Deutschland nach dem Ersten Weltkrieg der gemäß Versailler Vertrag unmotorisierte Flugsport in den 1920er-Jahren aufkam, erlebte Deutschland eine schwere Zeit, geprägt von politischer Instabilität und Inflation. Die Bevölkerung konnte sich kaum das Nötigste zum Leben beschaffen, viele Alte und Arbeitslose litten Hunger.

Unter diesen Umständen konnte eine Flugschulung nur stattfinden, wenn die Kosten dafür so niedrig wie möglich gehalten wurden. Daher entwarfen Konstrukteure wie Alexander Lippisch, Edmund Schneider oder Fritz Stamer eine Reihe von sehr einfachen Schulgleitern, die Flugbegeisterte in Vereinsarbeit selbst bauen konnten und auf der Wasserkuppe in der Praxis ausprobierten. Völlig unterschiedliche Konzepte von Segelflugapparaten, Starttechniken und Auftriebsnutzungen wurden dabei entwickelt und untersucht.

Die organisierte Segelflugausbildung begann 1925 mit den ersten 50 ausgewählten jungen Leuten, die auf der Wasserkuppe bei Arthur Martens in die erste Segelflugschule der Welt geschickt wurden.

## Beispiele für Schulgleiter

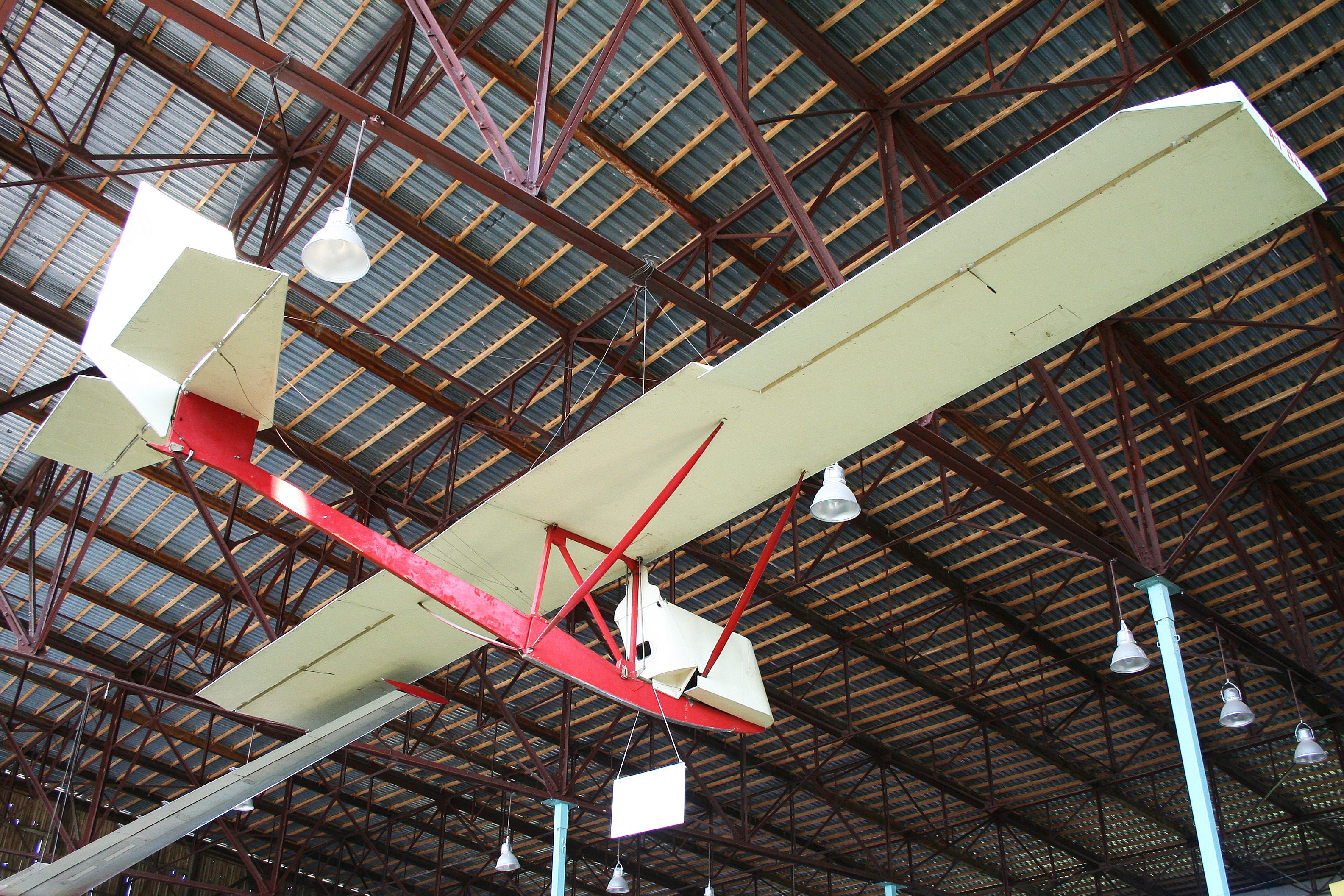
Antonow A-1 (1932)

- Weltensegler Hol's der Teufel bzw. Djävlar Anamma, (1923)
- Espenlaub S, (1924)
- Martens Pegasus, (1924)
- RRG Zögling, (1926)
- Hoppe Mösch, (1926)
- Northrop Primary, (1926)
- Wagener HW-1 Zerstörer, (1927)
- Wagener HW-2 Matador, (1927)
- Grunau 9 Schädelspalter, (1929)
- Schleicher Anfänger, (1929)
- Sablier Type 10, (1929)
- Slingsby Primary Dagling, (1930)
- RRG Zögling 31, (1931)
- Hirth Hi-II, (1931)
- BSV Fliege, (1931)
- Kassel 12, (1931)
- Czerwiński and Jaworski CWJ, (1931)
- Warsztaty Szybowcowe Wrona, (1932)
- Antonow A-1, (1932)
- RRG Zögling 33, (1933)
- Schmid M.S. 4, (1934)
- RRG Zögling 35, (1935)
- SG 38, (1938)
- Avia 152a, (1940)
- Høgslund/Traugott-Olsen 2G, (1946)
- IS-A Salamandra, (1946)
- Zlín Z-23 Honza, (1946)
- Primary EoN AP.7, (1948)
- Slingsby T.38 Grasshopper, (1952)
- Rubik R-16 Lepke, (1956)